# Борадзов, Алан Георгиевич
Алан Георгиевич Борадзов (7 ноября 1957, Орджоникидзе — 7 апреля 2007, Владикавказ) — российский государственный деятель. Председатель правительства Республики Северная Осетия с октября 2004 по ноябрь 2005.

## Биография
Окончил Горский сельскохозяйственный институт и Российскую академию государственной службы.
В течение десяти лет руководил автотранспортным хозяйством Министерства здравоохранения Северной Осетии.
С 1998 года — председатель комитета по транспорту правительства республики.
С 2003 г. стал главой новообразованного республиканского министерства транспорта и дорожного хозяйства.
В 2004—2005 гг. — председатель правительства Республики Северная Осетия-Алания.
С 2006 г. — министр транспорта и дорожного хозяйства Республики Северная Осетия-Алания.
Похоронен на Аллее Славы в Красногвардейском парке Владикавказа.